# Европско првенство у атлетици у дворани 1974 — бацање кугле за жене
Такмичење у бацању кугле у женској конкуренцији на 5. Европском првенству у атлетици у дворани 1974. одржано је 9. марта 1974. године у дворани Скандинавијум у Гетеборгу, (Шведска).
Титулу освојену у Ротредамму 1973., одбранила је Хелена Фибингерова из Чехословачке.

## Земље учеснице
Учествовало је 10 атлетичарки из 5 земаља.
1. Бугарска (2)
2. Западна Немачка (1)
3. Источна Немачка (1)
4. Италија (1)
5. Мађарска (1)
6. Совјетски Савез (3)
7. Чехословачка (1)

## Рекорди
| Рекорди пре почетка Европског првенства у дворани 1974. | Рекорди пре почетка Европског првенства у дворани 1974. | Рекорди пре почетка Европског првенства у дворани 1974. | Рекорди пре почетка Европског првенства у дворани 1974. | Рекорди пре почетка Европског првенства у дворани 1974. | Рекорди пре почетка Европског првенства у дворани 1974. |
| ------------------------------------------------------- | ------------------------------------------------------- | ------------------------------------------------------- | ------------------------------------------------------- | ------------------------------------------------------- | ------------------------------------------------------- |
| Светски рекорд                                          | Надежда Чижова                                          | Совјетски Савез                                         | 20,40                                                   | Москва, Совјетски Савез                                 | 2. март 1974.                                           |
| Европски рекорд                                         | Надежда Чижова                                          | Совјетски Савез                                         | 20,40                                                   | Москва, Совјетски Савез                                 | 2. март 1974.                                           |
| Рекорди европских првенстава                            | Надежда Чижова                                          | Совјетски Савез                                         | 19,70                                                   | Софија, Бугарска                                        | 13. март 1971.                                          |
| Рекорди после завршеног Европског првенства 1974.       |                                                         |                                                         |                                                         |                                                         |                                                         |
| Светски рекорд                                          | Хелена Фибингерова                                      | Чехословачка                                            | 20,75                                                   | Гетеборг, Шведска                                       | 10. март 1974.                                          |
| Европски рекорд                                         | Хелена Фибингерова                                      | Чехословачка                                            | 20,75                                                   | Гетеборг, Шведска                                       | 10. март 1974.                                          |
| 'Рекорди европских првенстава                           | Хелена Фибингерова                                      | Чехословачка                                            | 20,75                                                   | Гетеборг, Шведска                                       | 10. март 1974.                                          |

## Освајачи медаља
|                                 |                                |                               |
| Хелена Фибингерова Чехословачка | Надежда Чижова Совјетски Савез | Маријане Адам Источна Немачка |

## Резултати

### Финале
| Пласман | Атлетичарка        | Земља           | Резултат | Белешка        |
| ------- | ------------------ | --------------- | -------- | -------------- |
|         | Хелена Фибингерова | Чехословачка    | 20,75    | СРд, ЕРд, РЕПд |
|         | Надежда Чижова     | Совјетски Савез | 20,62    | НРд            |
|         | Маријане Адам      | Источна Немачка | 19,70    | НРд            |
| 4.      | Иванка Христова    | Бугарска        | 19,23    |                |
| 5.      | Фаина Мелник       | Совјетски Савез | 18,61    |                |
| 6.      | Елена Стојанова    | Бугарска        | 18,04    |                |
| 7.      | Есфир Красовска    | Совјетски Савез | 18,02    |                |
| 8.      | Јудит Богнар       | Италија         | 17,82    | ЛРд            |
| 9.      | Ева Вилмс          | Западна Немачка | 16,61    |                |
| 10.     | Чинција Петрући    | Италија         | 17,82    |                |

## Укупни биланс медаља у бацању кугле за жене после 5. Европског првенства у дворани 1970—1974..
|    | Земља           |   |   |   |    |
| -- | --------------- | - | - | - | -- |
| 1. | Совјетски Савез | 3 | 2 | 2 | '7 |
| 2. | Чехословачка    | 2 | 0 | 0 | 2  |
| 3. | Источна Немачка | 0 | 2 | 2 | 4  |
| 4. | Пољска          | 0 | 1 | 0 | 1  |
| 5. | Бугарска        | 0 | 0 | 1 | 1  |
|    | Укупно {5}      | 5 | 5 | 5 | 15 |

|    | Атлетичарка        | Земља           |   |   |   |   |
| -- | ------------------ | --------------- | - | - | - | - |
| 1. | Надежда Чижова     | Совјетски Савез | 3 | 1 | 0 | 4 |
| 2. | Хелена Фибингерова | Совјетски Савез | 2 | 0 | 0 | 2 |
| 3. | Антонина Иванова   | Совјетски Савез | 0 | 1 | 2 | 3 |
| 4. | Маријане Адам      | Источна Немачка | 0 | 0 | 2 | 2 |